# Paulette Gagnon
Paulette Gagnon est une administratrice des arts et artiste de théâtre franco-ontarienne.  Au cours de sa carrière, elle œuvre au sein d'organismes culturels et théâtraux au mandat provincial et national, dont le Théâtre du Nouvel-Ontario et l'Association des théâtres francophones du Canada. Elle s'implique également au sein de conseils d'administration, menant entre autres des activités de positionnement politique, visant la défense et l'avancement de la culture franco-ontarienne et franco-canadienne. Décrite comme une « bâtisseuse », elle joue un rôle de premier plan dans trois projets de construction de salles de théâtre et centres de diffusion des arts, à Sudbury et Ottawa.  

## Parcours professionnel
Paulette Gagnon commence sa carrière durant les années 1970 dans sa ville natale de Hearst, œuvrant auprès de l'association Direction Jeunesse,. Elle travaille ensuite pour l'organisme de services aux arts provincial ontarien Théâtre Action, puis pour le Théâtre du Nouvel-Ontario (1982-1996), à Sudbury. Son parcours en administration des arts la mène ensuite au Conseil des arts de l'Ontario où elle est entre autres responsable de la mise à jour des programmes franco-ontariens. 
Paulette Gagnon est l'autrice du conte urbain « J'ai pas toujours eu l'air que j'ai », produit à la scène par le Théâtre du Nouvel-Ontario dans le cadre du spectacle Contes sudburois en février 1999, dans une mise en scène d'André Perrier.
Au cours de la décennie 1990, Paulette Gagnon déménage à Ottawa. Elle remplit tout d'abord le rôle de directrice générale du centre de théâtre professionnel ottavien La Nouvelle Scène (portant maintenant le nom de La Nouvelle Scène Gilles Desjardins) de 1997 à 2001.  Elle travaille ensuite comme chargée de projets au Théâtre français du Centre national des Arts  (2003-2005). S'ensuit un mandat comme directrice générale de l'Association des théâtres francophones du Canada (2005 à 2010).
Elle se réinstalle à Sudbury, menant différents mandats à titre de pigiste. Son ultime poste sera celui de directrice du développement du Regroupement des organismes culturels de Sudbury.  

### Projets de construction de salles et de centres de diffusion
Paulette Gagnon joue un rôle de premier plan dans la mise sur pied et le financement de trois projets de construction d'institutions à vocation artistique. Durant les décennies 1980 et 1990, elle s'implique dans le projet de construction de la Salle André Paiement du Théâtre du Nouvel-Ontario. Elle sera ensuite la première directrice générale du centre de théâtre professionnel La Nouvelle Scène à Ottawa. Finalement, en tant que directrice du développement du Regroupement des organismes culturels de Sudbury, elle consolide le financement du projet de construction de La Place des Arts du Grand Sudbury. En octobre 2017, peu de temps après son décès, l'Honorable Mélanie Joly, alors Ministre du Patrimoine canadien, annonce à Sudbury un investissement fédéral de 12,5 millions de dollars dans le projet de construction de la Place des Arts.  

## Vie associative et positionnement politique
Au cours de sa carrière, Paulette Gagnon s'implique au sein de conseils d'administration et dans des activités de représentation et de positionnement politique, se portant à la défense de la culture franco-ontarienne et veillant à l'avancement du théâtre franco-ontarien et franco-canadien. 
Elle cumule douze années comme membre du conseil d'administration de Théâtre Action, notamment à titre de vice-présidente (1988-1989), présidente (1989 à 1991) et représentante des lieux théâtraux (2014-2017). Elle remplit également le rôle de présidente de la Fédération culturelle canadienne-française, de présidente de l'Alliance culturelle de l'Ontario et de présidente de la Fondation pour l'avancement du théâtre francophone au Canada .   

## Prix et distinctions
La Revue Liaison lui accorde en 1991, le prix Personnalité de l'année sur la scène culturelle franco-ontarienne, afin de souligner le « leadership qu'elle a exercé en 1991, notamment lors du Sommet de la francophonie et à l'occasion des États généraux du théâtre franco-ontarien » . La même année, l'ACFO (Association canadienne-française de l'Ontario) du Grand Sudbury lui accorde son prix Personnalité.   
En 2009, elle reçoit de la ville d'Ottawa le prix Victor-Tolgesy pour souligner l'ensemble de sa carrière. Cela est suivi en février 2009 de l'attribution d'un titre de Personnalité de la semaine LeDroit /Radio-Canada.   
Son engagement envers la communauté théâtrale franco-ontarienne lui vaut également le Prix Hommage Théâtre Action 2012. En 2014, elle se voit attribuer le Prix du Nouvel-Ontario, par La Nuit sur l'Étang.  
En 2015, Francopresse nomine Paulette Gagnon parmi son top 10 des personnalités les plus influentes de la francophonie canadienne et récidive en 2018. La même année, le Gouvernement de l'Ontario accorde à la travailleuse culturelle le Prix de la francophonie de l'Ontario, catégorie francophone, à titre posthume. En février 2019, elle se voit décerner le Legacy Award, dans le cadre de la remise de prix Community Builders Awards of Excellence célébrant les bâtisseuses et bâtisseurs de la ville de Sudbury.  
En guise d'hommage, la Fondation pour l'avancement du théâtre francophone au Canada rebaptise en 2019 l'une de ses récompenses Prix Paulette-Gagnon. Celle-ci est remise annuellement à un artiste de théâtre de l'Ontario pour lui permettre de poursuivre un projet de création ou de formation. Dans un souffle semblable, les membres de L'Assemblée de la francophonie de l'Ontario (AFO) rebaptisent le Prix du Pilier de la francophonie, Prix Paulette-Gagnon. Ce prix de reconnaissance annuel vise à « reconnaitre les efforts et le cheminement professionnel exemplaire d’une personne à l’endroit de la communauté francophone ». Le premier Prix Paulette-Gagnon de l'AFO est remis au commissaire aux services en français de l'Ontario François Boileau.  

## Biographie
Née à Hearst, dans le Nord-Est de l'Ontario, en 1955, Paulette Gagnon est décédée à Sudbury en 2017. Elle est mère de trois enfants. L'un de ses fils est l'animateur et réalisateur franco-ontarien Félix Tanguay, fruit de son union avec l'impressario Paul Tanguay. 